# شوبانا
شوبانا (انگلیسی: Shobana؛ زادهٔ ۲۱ مارس ۱۹۷۰) یک هنرپیشه اهل هند است.
از فیلم‌ها یا برنامه‌های تلویزیونی که وی در آن نقش داشته‌است می‌توان به بازی، آسمان ما، قفل زینتی، کوچادایان، فرمانده، موج، هزار چشم، علامت، رابطه و پدر جان اول شما اشاره کرد.